# Roy Porter (Musiker)
Roy Porter (* 30. Juli 1923 in Walsenburg, Colorado; † 25. Januar 1998 in Los Angeles) war ein US-amerikanischer Jazzmusiker (Schlagzeug, Komposition) und Bandleader, der auch durch seine Aufnahmen mit Charlie Parker 1946 in Erinnerung bleibt.

## Leben und Wirken
Porter stammt aus der Kohlenbergbauregion der Rocky Mountains in Colorado und wuchs in Colorado Springs auf. Er besuchte das Wiley College in Texas, das zu dieser Zeit auch der Trompeter Kenny Dorham besuchte. Beeinflusst von Gene Krupa und Chick Webb spielte er als Jugendlicher in Rhythm and Bluesbands. Mit 19 Jahren spielte er im New Yorker Apollo Theater im Milt Larkin Orchestra und bei T-Bone Walker. 1944 zog er nach Los Angeles, wo er in der Jazzszene der Central Avenue Anerkennung fand. Zunächst ersetzte er in Teddy Bunns Band Spirits of Rhythm Leo Watson, bevor er 1945 Mitglied des Howard-McGhee-Quintetts wurde. In Kalifornien arbeitete er ab Mitte der 1940er Jahre bei Aufnahmen von Dexter Gordon, Sonny Criss, Wardell Gray, Teddy Edwards und Charlie Parker; Porter wirkte am 28. März 1946 bei dessen Dial-Session mit, bei der Titel wie A Night in Tunesia, Yardbird Suite, Ornithology oder Moose the Mooche entstanden, und war auch bei Parkers verunglückter Aufnahme von Lover Man im Juli 1946 am Schlagzeug. Er spielte u. a. mit Benny Carter, Little Richard, Joe Liggins Honey Drippers; außerdem leitete er 1948/49 die 17-köpfige Big Band Roy Porter's Seventeen Beboppers, in der Chet Baker, Teddy Edwards, Herb Geller, Harold Land, Eric Dolphy, Jimmy Knepper, Eddie Preston und Art Farmer spielten und mit der er auch auf Tournee ging. 1949 entstand unter eigenem Namen auf dem Label Rex die Single  Don't Blame Me, gekoppelt mit The Story of Love der Charles Mingus Bigband, in der auch Porter spielte.
In den 1950er Jahren arbeitete er eine Weile in der Jazzszene von San Francisco mit Hampton Hawes und Sonny Criss, dann bei Earl Bostic, Louis Jordan und Pérez Prado; ab 1953 war er wegen eines Drogenvergehens im San Quentin State Prison inhaftiert. Zurück in Los Angeles, verwaltete er in den 1960er Jahren ein eigenes Apartmenthaus und war als Sessionmusiker und gelegentlich auch als Songwriter beschäftigt; daneben hatte er eine Jazzband, in der kurz auch Joe Sample spielte. 1971 und 1975 erschienen noch zwei Alben mit seiner Roy Porter Sound Machine auf kleinen Labels (das Album Jessica wurde 2021 neu aufgelegt); 1978 zog er sich aus gesundheitlichen Gründen aus dem Musikgeschäft zurück, unterrichtete aber weiterhin bei Workshops, leitete eine Zeitlang einen Musikverlag und legte 1991 seine Autobiographie unter dem Titel There and Back vor. Seinen Titel „Jessica“ nahm auch Horace Tapscott auf (The Tapscott Sessions Vol. 6).